# 蕭復陽
蕭復陽（1523年—？），字道長，號見心，福建泉州府同安縣人，軍籍，明朝官员。

## 生平
嘉靖四十年（1561年）辛酉科福建鄉試第十五名舉人。嘉靖四十四年（1565年）中式乙丑科會試第三百二十八名，三甲第一百五十九名進士。工部观政，本年八月任江西金谿縣知縣，隆慶二年（1568年）六月陞常州府通判，五年三月降太倉州判官，六年七月升太湖知县，万历二年（1574年）二月升顺天府通判，三年三月改顺天府教授，五年三月升国子监助教，九月升博士，八年三月升监丞，十年十二月升復陞户部主事，十一年四月差監臨清鈔關，十四年二月升户部湖广司员外郎，九月差浙江监兑，十五年正月降调。

## 家族
曾祖蕭萬慶；祖父蕭廷舉；父蕭章，號確軒，贈国子监博士；母張氏。